# John Aasen
John Aasen, född 5 mars 1890 i Minneapolis i Minnesota, död 1 augusti 1938 i Mendocino i Kalifornien, var en norsk-amerikansk skådespelare. 
Aasens specialitet gav honom roller där det krävdes långa och stora skådespelare. Han sägs ha varit 2 meter 67 centimeter lång, även om hans egentliga längd lär ha varit kortare.

## Filmografi (i urval)
- 1923 – Why Worry?
- 1927 – Legionnaires in Paris
- 1928 – Trötta miljonärer
- 1936 – Bengal Tiger